# Leandro Gómez (Montevideo)
Leandro Gómez war ein Barrio von Montevideo.
Das rund sechs Manzanas umfassende montevideanische Stadtviertel Leandro Gómez wurde 1888 durch Francisco Piria gegründet. Es lag an der Calle Industria, die Cerrito de la Victoria mit dem südöstlich von Leandro Gómez gelegenen Unión verbindet. In der Nähe befand sich die einstige Plaza de Toros.